# پوشاک لرهای ایلام
پوشاک لری،شامل پوشاکی است که توسط لرهای استان ایلام پوشیده می شود. 

## پوشاک مردان
پیراهن مردان برشی ساده دارد. آستین آن بلند است و مچ دارد. چاک جلوی پیراهن تا حدود زیر سینه و گاه تا پایین باز است و با دکمه بسته می‌شود. شلوار آنان در ناحیهٔ ران و باسن گشاد، در ناحیهٔ دَم پا تنگ و حاشیهٔ آن پُر دوخت است.
ستره؛ روپوش بلند مردان لر و دارای طرحی ساده است. بلندی آن تا وسط ساق پا می‌رسد. جلوی آن باز است و در دو پهلو جیب دارد. بدون یقهٔ برگردان و دکمه است و به وسیلهٔ شال کمر، دامن‌های آن بر روی هم نگه داشته می‌شوند.
مردان لر ایلام شال کمری گداری به نام گلونی و کم‌عرض اما طویل روی سته ره به دور کمر می‌پیچند. آنان کلاهی از نمد بر سر می‌گذارند که هرچه بلندی آن بیشتر باشد، هیبت آن بیشتر می‌شود. به این کلاه کیرک می‌گویند. این کلاه شبیه کلاه داریوش هخامنشی در نقوش تخت جمشید است. رنگ آن اغلب مشکی یا قهوه‌ای است. گاه دور آن را با دستمالی می‌بندند. کفش آنان شباهتهایی با گیوه کردی(کلاش) دارد.

## پوشاک زنان
زنان لر عموماً دور سر خود را با پارچه‌هایی معروف به لچک یا گُلوَنی می‌بندند. این لچک‌ها اغلب سیاه و سفید است و طوری بر سر بسته می‌شود که در پشت دارای آویزه‌های بلند باشد. پیراهن زنان اغلب چین‌دار و بلند است و یقه‌ای گرد دارد که با دکمه بسته می‌شود. جلوی پیراهن از زیر گلو تا حدود سینه چاک دارد. از ناحیهٔ کمر، چین می‌خورد و گشاد می‌شود و بلندی آن تا زیر زانو می‌رسد. آن‌ها از پیراهن دیگری که به زیر پیراهن معروف است نیز استفاده می‌کنند که دارای برش ساده و آستین کوتاه است.
بانوان لر جلیقه‌ای جلو باز و بندون دکمه می‌پوشند که حاشیه و لبه‌های یقهٔ آن، با نوارهای رنگی تزیین شده است. بانوان از دو نوع کت نیز استفاده می‌کنند یکی کت ساده‌ای که نیم‌تنه را می‌پوشاند و در جلو با دکمه بسته می‌شود. دیگر کتی مخملی که در محل به آن کُلنجه می‌گویند و یقه باز است. لبهٔ یقه و لبهٔ آستین آن را با نوارهای رنگی تزیین می‌کنند.
کفش زنان اغلب از کفش‌های دست‌دوز محلی یا از محصولات بروجرد است ولی به مرور زمان گالش‌های لاستیکی جای آن‌ها را گرفته‌اند.